# 核爆発装置

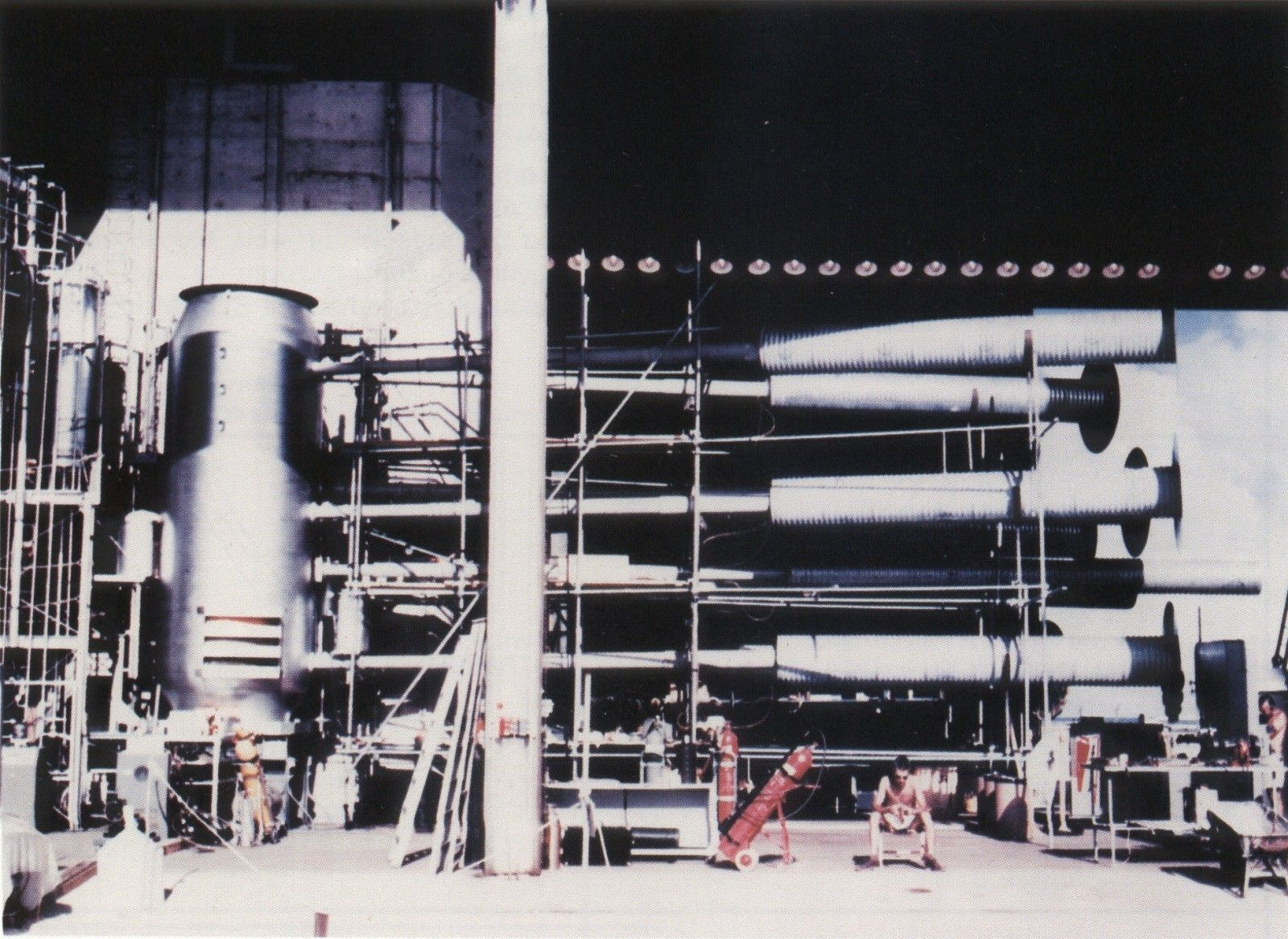
世界初の水爆実験であるアイビー作戦で用いられた核爆発装置「Mike」、核出力は10.4メガトン・質量は主要コンポーネントが62トン、核反応物質冷却装置を入れた総重量は82トンに達した

核爆発装置とは、核兵器の不拡散に関する条約並びに核兵器禁止条約で使われている用語である。核分裂連鎖反応によって、瞬間的に莫大なエネルギーの放出することを目的とした装置で、原子爆弾や水素爆弾などもこれに含まれる。
核兵器にいたる実験段階や十分な材料が揃わない段階での限定的な機能・性能の核爆発発生装置のこと。核爆発することだけが装置の目的であるので、兵器と呼ばれるための、他の付加的な機構や配慮が省かれている。しばしば軍事的な意味での核兵器と混同されるが、平易な意味では核爆発装置は核兵器に含まれるともいえる。
軍隊で使用される通常の核兵器は、必要な時・場所・規模で誰が操作しても確実に使えることが、ある程度の確実性を持って期待されている。保管性や安全性についても期待できるし、同じもの同士は共通性もあるので部品の交換も出来る。
これに対して、核爆発装置ではこれらの点で劣っており、またこれらを満たしていない・まったく考慮されていないために兵器レベルではなく、単に核爆発が行なえるだけの機械仕掛けという意味での爆発装置という名称で呼ばれる訳である。核爆発装置は核兵器に比べて重量や体積が重く大きいため、弾道ミサイルや戦略爆撃機で攻撃目標地点へ運搬することが不可能もしくは極めて難しいという点でも違う。
近年、米軍のイラク駐留で地元武装勢力が米軍への攻撃に頻繁に使用することで知られるIED（Improvised Explosive Device、即席爆発装置、即製爆発装置）と、いわゆる爆弾との違いに非常に似ている。IEDの事を「爆弾が仕掛けられた」といった表現がなされるが、軍事的には兵器としての爆弾とIEDは別物として扱われるのが普通である。
不完全核爆発を起こす核兵器もどきは、核爆発装置と呼ばれるべきものであり、さらに不完全で核爆発に至らない場合には予定外ながら汚い爆弾となる。